# Scutellaria spectabilis
Scutellaria spectabilis là một loài thực vật có hoa trong họ Hoa môi. Loài này được Pax & K.Hoffm. miêu tả khoa học đầu tiên năm 1922.